# Wiener Salonblatt
Die Wiener Salonblatt war eine österreichische Zeitung, die 14-täglich zwischen 1870 und 1938 in Wien erschien. Als Beilage erschien die Oesterreichische Cur-Zeitung. Herausgeber war Moritz Engel, der Onkel des späteren Friedensnobelpreisträgers Alfred Hermann Fried. Laut dem Fried-Biografen Walter Göhring handelte es sich damals um „das In-Blatt“ in Wien.